# スズキ・ジェベル

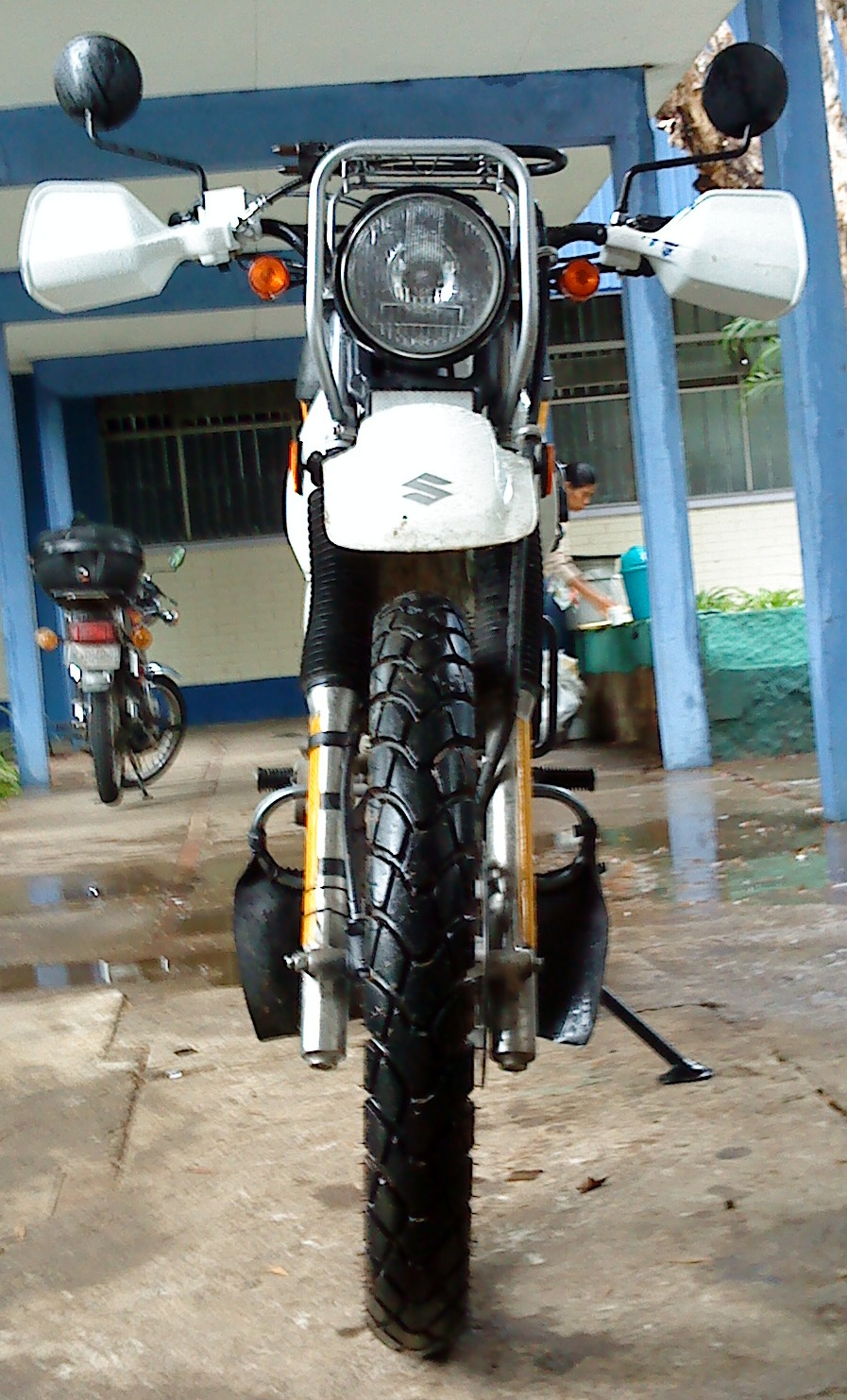
ジェベル200の輸出モデル、DR200SE。南アフリカ仕様で、外観はジェベルというよりもオセアニア向けのTrojanに近い。

ジェベル（DJEBEL）は、かつてスズキ株式会社が製造販売していた日本国内市場向けの4ストローク単気筒エンジンを搭載したデュアルパーパス型オートバイのシリーズ車種である。
なお本項では派生車種であるDF（ディーエフ）についても記述する。

## モデル一覧

### DJEBEL250
DJEBEL250は、当時発売されていたDR250S（SJ44A型）をツーリング向け仕様に換装された派生車種として、1992年11月に発売された。DRと同じスズキ伝統の油冷エンジンを搭載させたが、DR250Sと異なり正立フォーク、大型ライト、ライトガードなどを装着させている。なおタンク容量に変更は無かった。
DR250SがDR250Rへモデルチェンジした際には、DR250Rをベースにツーリング向け仕様に換装したDJEBEL250XCへとモデルチェンジされた。17リットルの巨大燃料タンク・ビッグライト・リアキャリアを標準で装備して人気となり、数度のモデルチェンジを繰り返す中でGPS仕様なども登場した。2000年の排気ガス規制を受ける前は、強制開閉方式の加速ポンプ付キャブレター「TM28SS」型が採用されていた。なお型番の「XC」はクロスカントリーの意。
なお2007年の自動車排出ガス規制強化時に、油冷エンジンを搭載していた同車の動向が注目されていたが、2008年にメーカーから生産の終了が公表された。
当初は車体の後部サイドにセルスターター装着を意味する「SE-I」のステッカーが張られており、シリーズ車種の200・125にも、それぞれ「SE-II（200と初期の125）」「SE-III（後期の125）」のステッカーがあったが、後期の車両には張られていない。

### DJEBEL200
当時発売されていたSX200Rをモデルチェンジし、ツーリング仕様に特化させて1993年3月に発売された。型式SH42A。
250ccより小さいものの、それに準ずる装備をしていたにもかかわらず低価格であったことから大ヒット車となり、数度のマイナーチェンジ繰り返されながらロングセラーを続けていたが、2005年をもって生産終了となった。
なお2013年頃まで日本国外向けに DR200SEの名称で、角型ライトのフロントカウル以外ほぼ同じ仕様の車両を輸出していた。また、スズキ以外の派生車種として、ベータ社が自社のトライアルマシンであるアルプに、ベースの車両として用いている。

### DJEBEL125
200と同様に、SX125Rをベースとして1993年7月に発売された。当初はライトが日本国外向けのDR-SEと同じであったが、その後1996年にライトもDJEBEL200と共通化された。型式SF44A。
200と同じ基本設計で、より低価格であったことと、125 ccクラス特有の燃費の良さや諸経費の安さなどから、各方面から「最も優れたコストパフォーマンスを持つバイク」と評されたことがある。なお200との車体の変更点は、スイングアームの長さと材質、リヤリムサイズ、チェーンサイズ、スプロケットの歯数、エキゾーストパイプの材質などである。
しかしこのクラスで強化された排ガス・加速騒音規制に対応させることができず、既に販売は終了されている。

### DF200 / DF125
DF200 / DF125は1997年にDJEBEL200・125の派生車種として発売された。
巨大なリアキャリア・ヘッドライト上部のフロントキャリア・オイルクーラー・パイプ式エンジンガード・前後フェンダーのマッドガードなどが装備されている。車体色にカモフラージュ柄やオレンジなどが用意されるなどミリタリー風なデザインを施され、より険しい道へと走るためのイメージを抱かせるヘビーデューティーさを醸し出していた。
ベース車両のDJEBEL200 / 125に比べ、シート高が15/10mm低く、最低地上高が60/40mm低い。エンジンの諸元はDJEBELと同一で、車体についても上記以外はほぼ同一である。
この車両は輸出専用のファームバイクであるTROJAN200をベースに製作されたものであり、追加の装備はTROJANとほぼ同一のものである。
したがって本来はホンダ・CT110やヤマハ・AGなどと同じく農耕・牧畜用途のオートバイであり、塗装のみを変更して販売されたものと言える（ただし国内仕様のDFシリーズはサイドスタンドが左側のみである）。
日本国内での反応は芳しくなく販売は数年間で終了してしまったものの、ベースモデルのTROJAN200は2016年現在でも販売が継続されている。